# 朗斯塔夫峰
朗斯塔夫峰（英語：Longstaff Peaks），是南極洲的山峰，位於沙克爾頓海岸，屬於霍蘭山脈的一部分，由英國探險隊發現，該山峰現時由南極條約體系管理。